# Kapellengemeinde
Eine Kapellengemeinde ist im Kirchenwesen eine Körperschaft, die über ein eigenes Kirchengebäude verfügt, aber selbst keine Kirchengemeinde bzw. Pfarrei ist und meistens einer anderen untersteht. Die Rechtsform einer Kapellengemeinde gibt es in der katholischen Kirche und in einigen evangelischen Landeskirchen. In der Katholischen Kirche begründet nicht jede Kapelle eine eigene Kapellengemeinde. Die Mitglieder einer evangelischen Kapellengemeinde wählen einen meist dreiköpfigen Kapellenvorstand in der gleichen Weise, wie eine Kirchengemeindeleitung gewählt wird. Kapellengemeinden können auch über Eigentum wie Grundstücke, das Kapellengebäude oder einen Friedhof verfügen.
Früher entstanden während der Urbanisierung ländlicher Gebiete Kapellengemeinden als Vorläufer der später eigenständigen Kirchengemeinden. Heute bestehen Kapellengemeinden häufig in ländlichen Gebieten, wo sie Ausdruck eines eigenen örtlichen Lebens sind, insbesondere wenn die betreffende politische Gemeinde nach einer Gebietsreform nicht mehr eigenständig ist. In Städten können sich Kapellengemeinden zu Personalgemeinden entwickeln. Beispielsweise wurde die Evangelische Kapellengemeinde in der Heidelberger Altstadt zu einer „Diakonie-Kirche“ mit Schwerpunkten bei der Armuts- und Migrantenarbeit.